# S.O.S. Titanic
S.O.S. Titanic é um telefilme britano-estadunidense de 1979, dirigido por William Hale.
O filme mostra a trágica viagem inaugural do RMS Titanic, um transatlântico britânico que colidiu com um iceberg e afundou no Atlântico Norte, em 15 de abril de 1912.
O filme foi gravado a bordo do RMS Queen Mary, para as tomadas a bordo do RMS Titanic, e as tomadas a bordo do RMS Carpathia foram gravadas a bordo do TSS Manxman, enquanto que as tomadas do navio afundando de longe (Na visão dos sobreviventes nos botes ou para simplesmente mostrar como o navio afundava) foram reutilizadas uma versão colorida de A Night to Remember de 1958. O filme mostra as distinções das classes do navio, focados nos passageiros John Jacob Astor IV e Madeleine Astor na Primeira Classe, Lawrence Beesley e Leigh Goodwin na Segunda Classe e Mary Agatha e Martin Gallagher na Terceira Classe.

## Enredo
O filme começa com imagens do RMS Titanic durante seu lançamento ao mar em maio de 1911, logo parte de Southampton no Reino Unido, onde Joseph Bruce Ismay, presidente da empresa "White Star Line" que construiu o RMS Titanic mostra a vários passageiros a Grande Escadaria e o ginásio do navio, logo aparece John Astor IV e sua esposa, falando sobre o ótimo trabalho desempenhado no navio. Na ponte do navio, o capitão Edward Smith, dá as ordens de zarpar. Os astor vão jantar com a Molly Brown e falam de Benjamin Guggenheim, enquanto isso no dia 2 em Queenstown na Irlanda, os passageiros Mary Agatha e Martin entram no navio, no convés de passeio da Segunda Classe, enquanto lia um livro Lawrence Beesley conhece Leigh Goodwin e começam a conversar. No dia 3 Martin Gallagher convida Mary Agatha para dançar. No dia 4, Lawrence fica confuso sobre o por que do treinamento dos botes ter sido cancelado, o primeiro oficial William Murdoch recebe uma mensagem de gelo e banquisa onde o navio navegava e informa ao capitão e ao engenheiro chefe do navio, Thomas Andrews que ignoram a mensagem. No cesto da Gávea os vigias, Frederick Fleet e Reginald Lee avistam um iceberg a frente do navio, o primeiro oficial William Murdoch  vira o navio para bombordo , revertendo os motores, o navio bate no iceberg, na Terceira e Segunda Classes objetos e passageiros são jogados de um lado para o outro, na Primeira Classe ocorre apenas uma leve vibração. O capitão do navio informa que o navio está inclinando 5 graus para Boreste/Estibordo, enquanto espera por um relatório feito pelo engenheiro chefe e o oficial chefe, Henry Wilde. O navio pode flutuar com somente 3 compartimentos inundados, flutuaria até com 5 danificados, porém 5 foram alagados, logo o navio tem de 1 à 2 horas. O Quarto Oficial, Joseph Boxhall, dá a mensagem de VDP/CQD (Venham Depressa Perigo/Come Quickly Danger) para os operadores do telégrafo, John Phillips e Harold Bride. Enquanto os botes são preparados, o RMS Carpathia recebe uma mensagem de perigo, o operador do telégrafo (RMS Carpathia) Harold Cottam, envia a mensagem ao capitão, porém o Carpathia com sua velocidade máxima (17 Nós) só chegaria no local em 4 horas (O Titanic afundou em 2 horas e 40 minutos), os passageiros da Terceira Classe estão encurralados pelo Quinto Oficial, Harold Lowe, porém muitos fogem, de todos os homens e mulheres, apenas as mulheres chegariam aos botes, enquanto os sinalizadores são lançados, a orquestra tocando e os botes abaixados, Harold Lowe entra num dos barcos, Lawrence Beesley pula no bote nº 13 que fica preso de baixo do nº 15. John Jacob Astor coloca sua esposa, Madeleine Astor num bote, logo Margaret "Molly" Brown é jogada no bote nº6. Ida Straus se recusa a entrar no bote e fica com seu marido, Isidor Straus até o navio desaparecer do mapa. Daniel Buckley se veste como mulher só para entrar num dos botes. A água chega na ponte e logo os oficiais começam a descer o bote desmontável no lado Bombordo, Violet Jessop vê Thomas Andrews olhando um quadro na sala de fumantes. Enquanto rezam "Pai nosso" e "Ave Maria" no convés junto a um sacerdote, o presidente da White Star Line, Joseph Bruce Ismay entra num barco junto a Violet Jessop. A orquestra perde o piano no qual tocavam. Logo o navio desaparece. Os 703 passageiros são resgatados pelo Carpathia. 1517 morreram. Uma passageira do RMS Carpathia, Sra. Ogden oferece café e sanduíches aos passageiros sobreviventes do RMS Titanic. O filme termina com umas cadeiras do Titanic boiando na água e mostrando o elenco nos créditos.

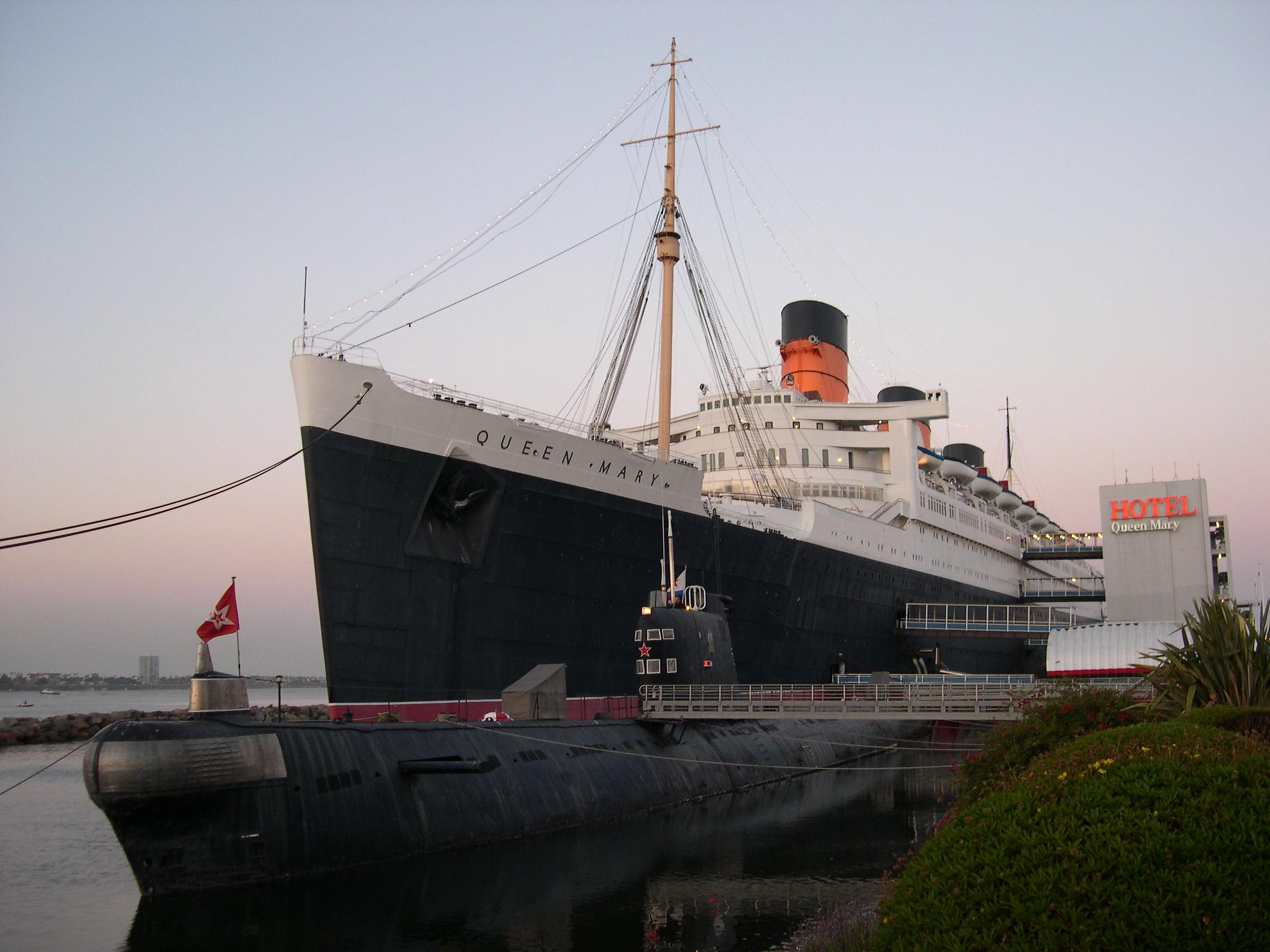
O RMS Queen Mary foi usado no filme como RMS Titanic.

Produção:

## Elenco
Harry Andrews: Capitão Edward Smith
Tony Caunter: Oficial-Imediato Henry Wilde
Paul Youg: Primeiro-Oficial William McMaster Murdoch
Malcom Stoodard: Segundo-Oficial Charles Lightoller
Kevin De La Noy: Terceiro-Oficial Herbert Pitman
Warren Clarke: Quarto-Oficial Joseph Boxhall
Karl Howman: Quinto-Oficial Harold Lowe
Edward Fletcher: Sexto-Oficial James Paul Moody
Peter Bourke: Operador-Do-RádioTelégrafo Harold Bride
Kevin O'Shea: Vigia Frederick Fleet
Alec Sabin: Reginald Lee
Ian Holm: Joseph Bruce Ismay
Geoffrey Whitehead: Thomas Andrews
David janssen: John Jacob Astor IV
Beverly Ross: Madeleine Astor
Cloris Leachman: Margaret Brown
Gordon Whiting: Isidor Straus
Nancy Nevinson: Ida Straus
John Moffat: Benjamin Guggenheim
Helen Mirren: Mary Sloan (Camareira da Primeira Classe)
Susan Saint James: Leigh Goodwin
David Warner: Lawrence Beesley
Jacoob Brooke: John Hardy (Camareiro da Segunda Classe)
Victor Langley: Wallace Hartley
Gerard McSolan: Martin Gallagher
Robert Pugh: James Jimmy Farrel
Jerry Houser: Daniel Marvin
Madge Ryan: Violet Jessop
Phillip Stone: Capitão Arthur Rostron (RMS Carpathia)
Christopher Strauli: Operador do radiotelégrafo Harold Cottam (RMS Carpathia)
Rosemary Leach: Senhora Ogden (Passageira do RMS Carpathia)